# Stenocarsia metaplatys
Stenocarsia metaplatys là một loài bướm đêm trong họ Noctuidae.